# Walter Auer
Walter Auer (* 24. November 1971 in Villach) ist ein österreichischer Flötist. Seit 2003 ist er Soloflötist der Wiener Staatsoper und der Wiener Philharmoniker. Seit 2006 ist er Mitglied im Verein der Wiener Philharmoniker.

## Leben
Walter Auer studierte in Klagenfurt am Kärntner Landeskonservatorium bei Johannes Kalckreuth, am Mozarteum in Salzburg bei Michael Martin Kofler und an der Orchester-Akademie der Berliner Philharmoniker bei Andreas Blau und Emmanuel Pahud. Meisterkurse bei Aurèle Nicolet in Basel prägten ihn eingehend. Durch die Zusammenarbeit mit Nikolaus Harnoncourt wurde er zur Beschäftigung mit alter Musik und historischen Instrumenten angeregt.
Walter Auer ist als Solist oder Kammermusiker Preisträger wichtiger internationaler Wettbewerbe (solistisch: Cremona, kammermusikalisch: Bonn, München-ARD) und Gast bei internationalen Festivals und renommierten Konzertreihen. Er trat auch als Solist mit den Wiener Philharmonikern auf. 
Vor allem als Orchestermusiker, aber auch als Kammermusiker ist er auf CD-, TV- und Rundfunkaufnahmen zu hören. Meisterkurse und Workshops in Europa, Asien und Australien.
2015 wurde ihm der Kulturpreis der Stadt Villach verliehen.

## Diskografie
- Johann Nepomuk Hummel: Flötentrio op. 78 ("Schöne Minka") – Christopher Hinterhuber, Klavier; Martin Rummel, Violoncello – paladino music pmr 0019 (2012)